# The Most Mysterious Song on the Internet
The Most Mysterious Song on the Internet (även kallad "Like the Wind", "Check it In, Check it Out", eller "Blind the Wind" efter tolkningar av låtens text) är en inspelning från 1980-talets början av låten "Subways of Your Mind" med FEX. Inspelningen och låten, vars ursprung fram tills november 2024 var okänd, kommer troligtvis från ett radioprogram sänt av tyska Norddeutscher Rundfunk (NDR), sannolikt sänt under eller kring år 1984. Inspelningen lades upp på internet år 2007, och uppmärksammades på bland annat forumet Reddit 2019, varpå den blev ett internetfenomen när en stor sökinsats drogs igång för att identifiera låtens skapare.
Den 4 november 2024 blev det känt att låten i inspelningen identifierats som "Subways of Your Mind" av det tyska bandet FEX från Kiel.

## Bakgrund
Låten spelades in i från västtysk radio på kassettband någon gång mellan 1982 och 1984 av tysken Darius S. Sannolikt spelades låten under programmet "Musik Für Junge Leute" på NDR, men detta har inte kunnat bekräftas. Kassettbandet innehöll även låtar med The Cure och XTC som alla kunde dateras kring 1984, vilket skapat spekulationer att inspelningen sannolikt också är från samma år.
År 2007 lades ett kortare segment av inspelningen upp på flera internetsidor syftade till att hitta hjälp med identifikation av musik och inspelningar.

## Internetfenomen
År 2019 uppmärksammades inspelningen igen av en brasiliansk tonåring som lade upp den på Youtube, och började sprida den på forumet Reddit. Så småningom skapades även subforumet r/TheMysteriousSong. I juli 2019 lade den amerikanske youtubern Justin Whang ut en video om inspelningen och sökandet, vilket spred fenomenet ytterligare. I september 2019 uppmärksammades sökandet i tidningen Rolling Stone.
I sökandet kontaktades DJ:en och radiopresentatören Paul Baskerville, som på 1980-talet var programledare för Musik Für Junge Leute. Han kände dock inte igen låten i inspelningen, och kunde därför inte ge någon vidare information. Baskerville, som fortfarande jobbar på NDR, spelade i juli 2019 upp låten under sitt program "Nachtclub" där han efterlyste information om låten.
Sedan 2019 har sökandet efter låtens ursprung expanderat och organiserats via bland annat Reddit och Discord. Under 2020 och 2021 genomfördes sökningar i officiella spellistor från NDR från tiden 1983-1984, där man kunde identifiera sannolika uppspelningsdatum för flera av de andra låtarna som fanns på kassettbandet. Genomsökningarna i spellistorna gav dock inga resultat gällande inspelningens ursprung då låten inte kunde återfinnas i dessa.
År 2023 uppmärksammades inspelningen och låten av Creepypodden i Sveriges Radio P3.

## Teorier
Mycket teorier florerade kring låten och dess ursprung. Paul Baskerville, som länge misstänkts vara den radioprogramledare som spelade upp låten på NDR på 1980-talet, misstänkte att låten kunde ha varit en demoinspelning av ett mindre band från Tyskland eller Östeuropa. Demoinspelningen kan då ha spelats upp en gång i radio, eventuellt i marknadsföringssyfte, för att sedan ha sålts vidare eller kastats. En möjlighet är att låten aldrig registrerades hos upphovsrättsorganisationen GEMA (tyska motsvarigheten till svenska Stim), vilket skulle kunna förklara varför låten inte kunnat återfinnas i NDR:s officiella spellistor från tiden den sannolikt sändes. Detta kunde bekräftas vid upptäckten av låtens ursprung, då låten efter upptäckten registrerades i GEMA av bandet själva.
I låten används en synth som vissa entusiaster har kunnat identifiera som Yamaha DX7. Då denna synth först släpptes på marknaden 1983 misstänks låten ha spelats in tidigast samma år.
I inspelningen har en frekvenslinje på 10 kHz upptäckts, en linje som också existerar på andra låtar bekräftat inspelade från NDR, men som inte finns med på inspelningar från andra radiokanaler. Denna frekvenslinje har kunnat bekräfta att inspelningen kommer från NDR, då NDR använde denna linje som vattenstämpel.

## Identifiering
Den 4 november 2024 tillkännagavs det på Reddit av användaren u/marijin1412 att låten identiferats som en trolig demoinspelning av "Subways of Your Mind" med bandet FEX från Kiel. Bandet upptäcktes i en tidningsartikel i samband med efterforskningar kring musikfestivalen Hörfest som under en tid varit ett möjligt spår i sökningarna. Efter kontakt med en av bandmedlemmarna, där man lyckats erhålla ett kassettband med låtar från tiden de var verksamma, kunde man identifiera låten.
Även om själva låten i inspelningen identifierats så är själva inspelningen och dess omständigheter fortfarande oklara, då man fortfarande inte kunnat slå fast vid vilken tidpunkt eller i vilket radioprogram låten ska ha sänts. 